# Barry (Fernsehserie)
Barry ist eine US-amerikanische Fernsehserie, die von 2018 bis 2023 auf dem Kabelsender HBO ausgestrahlt wurde. In vier Staffeln erzählt die Serie von einem ehemaligen Marine, der als Auftragsmörder arbeitet. Eines Tages führt ihn die Verfolgung seiner Zielperson in einen Schauspielkurs, was seinen beruflichen und privaten Alltag völlig verändert. Die Idee zur Serie stammt vom Komiker Bill Hader und dem Drehbuchautor Alec Berg, Hader spielte zudem die Titelrolle. In Deutschland war die Serie bei Sky Atlantic zu sehen.

## Handlung

### Staffel 1
Barry Berkman war früher Soldat bei den Marines. Nun arbeitet er als Profikiller; der zwielichtige Monroe Fuches übermittelt ihm dabei die Aufträge und lässt Barry im fälschlichen Glauben, nur Schwerverbrecher zu töten. Sein nächster Auftrag führt ihn nach Los Angeles. Dort trifft er sich mit Goran Pazar, dem Paten der tschetschenischen Mafia. Barry soll Ryan Madison ermorden, der eine Affäre mit Gorans Ehefrau hat. Barry zögert, folgt dann aber auf Monroes Drängen Ryan zu einer Schauspielklasse, die von dem temperamentvollen, überaus eitlen Gene Cousineau geleitet wird. Barry spielt spontan zusammen mit Ryan eine Szene, was zwar nicht sehr gut läuft, allerdings darf er dennoch im Kurs bleiben.
Er findet bald Gefallen an seiner neuen Tätigkeit und an der Kursteilnehmerin Sally Reed. Allerdings holt ihn das Geschäft mit dem Töten immer wieder ein, so wird Ryan schließlich statt ihm von den Tschetschenen getötet. Selbst nach dessen Tod erlaubt Fuches ihm nicht, auszusteigen. Deswegen muss Barry stets zwischen der Schauspielerei und dem Morden hin- und herpendeln, was oftmals zu Problemen, tragischen Verwicklungen und nicht selten auch komischen Situationen führt. Am Ende der ersten Staffel hat Barry die Führung der tschetschenischen Mafia, unter anderem Goran, getötet, worauf bolivianische Gangster unter der Leitung von Cristobal Sifuentes eine Geschäftsbeziehung mit Gorans Nachfolgern eingehen. Seiner neuen Freundin Sally zuliebe will Barry ein neues Leben beginnen, schafft dies jedoch nicht, als Genes Geliebte Janice, eine Ermittlerin, ihm auf die Spur kommt, worauf Barry sie erschießt.

### Staffel 2
Nach Janices Tod ist Gene völlig aufgelöst und will den Schauspielkurs aufgeben, als ihn Barry mit der Schilderung seiner ersten Tötung während seiner Zeit als Soldat in Afghanistan umstimmen kann, worauf Gene ein Theaterstück über die persönlichen Traumata seiner Schützlinge aufführen will. NoHo Hank, der neuen Anführer der Tschetschenen, fordert Barry unter Androhung von Gewalt auf, die burmesische Patin Esther zu ermorden. Zudem wird Barry von Fuches aufgesucht, der wiederum von Janices ehemaligen Partner Loach observiert wird. Barry macht schließlich Hank das Angebot, nicht Esther zu töten, sondern stattdessen seine Handlanger auszubilden. Dabei findet er schnell eine Verbindung zum jungen Tschetschenen Maybrek.
Im Laufe der Staffel erfährt Barry, dass Sally von ihrem Exfreund Sam fast erwürgt wurde, worauf sie ihn heimlich verließ. Allerdings behauptet sie im Schauspielkurs, sich mutig gegen ihn gewehrt zu haben. Als Sam plötzlich wieder in ihr Leben tritt, will Barry ihn ermorden und erschießt beinahe Sally. Danach gesteht er Gene, seinen Kameraden Albert Nguyen nicht wie von ihm behauptet gerettet zu haben. Nachdem dieser durch die Kugel eines Terroristen gestorben war, wollte Barry auf diesen schießen, traf stattdessen aber einen unbewaffneten Zivilisten tödlich. Später zwingt Loach Barry, den Liebhaber seiner Ex-Frau zu ermorden. Der Mann namens Ronny sowie dessen Tochter Lily verletzen Barry beim Auftrag schwer, worauf er die Zusammenarbeit mit Fuches wie schon zuvor beendet. Er widmet sich vollständig Genes Kurs, in dem er seine Schuldgefühle aufgrund Janices Tod durch sein Schauspiel zu verarbeiten versucht. Allerdings hält Barrys Freude über sein gutes Schauspiel nicht lange, als er merkt, dass Fuches Gene in den Wald gelockt hat, wo sich ein Autowrack mit Janices Leiche befindet. Während die tschetschenische und burmesische Mafia einen Waffenstillstand vereinbaren, lässt Fuches Gene laufen, worauf dieser und Barry verhaftet, kurz darauf aber wieder freigelassen werden. Nachdem Sally aufgrund des Theaterstücks, in dem sie sich selbst als starke Frau darstellt, plötzlich etliche Rollenangebote erhält, stürmt Barry ein Kloster, in dem sich neben den Mafiosi auch Fuches aufhält, und tötet beinahe alle Anwesenden, darunter Esther und Maybrek, Fuches entkommt dafür. Hank überlebt den Angriff, worauf er sich den Respekt der tschetschenischen Mafia sichert, da er Esther vermeintlich aus dem Weg räumte. Schließlich erinnert sich Gene, dass Fuches einen gewissen Barry Berkman als Janices Mörder benannte, worauf er schockiert die Verbindung zu Barry (den er nur unter dem Namen Block kennt) bemerkt.

### Staffel 3
Barry nimmt wieder Auftragsmorde an, während Sally mit den Dreharbeiten ihrer neuen Serie Joplin beschäftigt ist und die frühere Kursteilnehmerin Natalie, die nun als ihre Assistentin fungiert, schlecht behandelt. Loachs ehemalige Kollegin Dunn leitet nun die Ermittlungen im Mordfall Janice. Sie befragt Hank, da seine Anstecknadel, ein Geschenk für Barry, neben Janices Leiche gefunden wurde. Hank deckt Barry, indem er Fuches beschuldigt, der ein tschetschenischer Killer mit dem Decknamen Rabe sei. Die Polizei glaubt Hank, erst recht, nachdem Gene auf dem Revier während einer Tirade Barry für alles Schlechte in seinem Leben verantwortlich macht. Gene will seinen ehemaligen Schüler kurz darauf töten, allerdings sperrt Barry ihn stattdessen in den Kofferraum seines Autos. Barry muss erfahren, dass Gene aufgrund Verfehlungen in der Vergangenheit einen schlechten Ruf in der Filmbranche hat, verschafft ihm eine Rolle in einer Serie und fordert dafür Dankbarkeit, worauf Gene den Kontakt zu ihm abbricht.
Barry nimmt daraufhin einen Auftrag von Hank an, der nun mit Cristobal, dem Anführer der bolivianischen Mafia, eine Beziehung führt. Barry tötet Cristobals Schwiegervater Fernando, der ebenfalls ein Verbrecherboss ist und die Tschetschenen ausschalten will. Nach der Ausführung des Auftrags überlässt Barry Gene, der dank lobender Worte seines Schützlings wieder im Filmgeschäft gefragt ist, seinen Lohn und wird kurz darauf von Sally verlassen, da er einige Tage zuvor einen heftigen Wutanfall ihr gegenüber hatte. Kurz darauf bekommen mehrere Charaktere Probleme: Joplin wird wegen niedriger Zuschaueraufrufe bereits nach einem Tag abgesetzt, was Sally in eine tiefe Krise stürzt, während Cristobal von seiner Ehefrau Elena nach Bolivien verschleppt wird und der zwischenzeitlich untergetauchte Fuches mehrere Hinterbliebene von Barrys Opfern kontaktiert. Barry wird deswegen zunächst von schießwütigen Bikern verfolgt und stirbt fast durch eine Vergiftung. Sally erhält eine neue Stelle als Drehbuchautorin bei ihrem Streamingdienst, allerdings wird sie bald entlassen, nachdem sie Natalie, die nun Showrunner einer neuen Serie ist, vulgär beschimpft. Unterdessen ahnt Barry nicht, dass Albert in Wahrheit noch lebt, beim FBI arbeitet und ihn verdächtigt, für Janices Tod verantwortlich zu sein. Nachdem Barry aus dem Krankenhaus entlassen wird, werden er und Sally in seiner Wohnung von einem der Biker angegriffen, den Sally in Notwehr erschlägt, worauf sie in ein Flugzeug nach Joplin steigt. Fuches kommt für die Morde ins Gefängnis, während Hank Cristobal in Bolivien befreit und Barry schließlich dank Gene sowie Janices Vater Jim verhaftet wird.

### Staffel 4
Barry und Fuches sitzen im selben Gefängnis ein, während Cristobal und NoHo zusammen ein Sandimportunternehmen aufbauen und Gene entgegen eines Versprechens an Jim mit dem Reporter Lon O’Neil über Janice redet. Nachdem Barry im Gefängnis Besuch von Sally bekommt, beschließt er, dem FBI Informationen über seine ehemaligen Auftraggeber zu übergeben, weswegen NoHo ihn töten lassen will. Die engagierten Auftragsmörder haben allerdings keinen Erfolg, da Barry einen von ihnen aus dem Weg räumt und flieht. Jim bringt Lon indes mit einer psychischen Foltermethode zum Schweigen, während Sally eine neue Karriere als Schauspiellehrerin einschlägt. Schließlich verlässt Gene das Land, nachdem er versehentlich seinen Sohn Leo anschießt. NoHo ermordet seine eigenen Angestellten, um erneut mit der tschetschenischen Mafia zu kooperieren. Als Cristobal davon erfährt, verlässt er seinen Partner, worauf er selbst von den Tschetschenen getötet wird. Barry hingegen überredet Sally, zusammen mit ihm zu verschwinden.
Acht Jahre später leben Barry und Sally unter Decknamen gemeinsam mit ihrem Sohn John in einer abgelegenen Gegend. Barry achtet penibel darauf, dass der Junge keine Kontakte knüpft. Zudem weiß John auch nichts über die Vergangenheit seines Vaters als Auftragsmörder. Sally wiederum ist Alkoholikerin, arbeitet in einem heruntergekommenen Diner als Kellnerin und wird von einem Kollegen belästigt, den sie in ihrer Wut fast erwürgt. Zudem leidet sie aufgrund ihrer Schuldgefühle über die Tötung des Bikers unter Wahnvorstellungen. Als Barry mitbekommt, dass Gene nach Los Angeles zurückgekehrt ist, um als Berater für ein geplantes Warner Bros. -Biopic über Barry zu fungieren, will er ihn ermorden. Allerdings wird er stattdessen von Jim entführt. Inzwischen arbeitet Fuches nach Verbüßung seiner Haftstrafe mit NoHo zusammen. Dies hält aber nicht lange an, nachdem Fuches behauptet, dass NoHo Cristobal aus Habgier umbringen ließ. NoHo will Fuches deswegen töten, was an seiner Ungeschicklichkeit scheitert. NoHo beschließt, Barry um Hilfe zu bitten, weswegen er Sally und John entführen lässt. Schließlich erwähnt Barry, Gene eine hohe Geldsumme geschenkt zu haben, was Jim hört. Als er herausfindet, dass dies der Wahrheit entspricht, hält Jim Gene für einen Partner der Tschetschenen und Drahtzieher hinter dem Mord an Janice. Barry kann sich indes befreien und eilt zu NoHos Firma. Dort trifft er auf Fuches, der Sally und John gerettet sowie NoHo tödlich verletzt hat. Weil Barry sich der Polizei nicht stellen will, wird er von Sally und John verlassen. Im Haus von Gene, in dem er nach den beiden sucht, wird Barry von Genes Agenten Tom überredet, zur Polizei zu gehen. Unmittelbar danach schießt Gene ihm in den Kopf, worauf er der Morde an Barry und Janice angeklagt wird und lebenslang ins Gefängnis kommt. Einige Jahre darauf erscheint das Biopic über Barry. Im Film wird er als heldenhafter Soldat dargestellt, der von Gene zum Morden angestiftet und letztlich getötet wurde.

## Besetzung
Die Synchronisation der Serie wurde bei der VSI Synchron nach Dialogbüchern von Timmo Niesner und Tarek Helmy unter der Dialogregie von Niesner und Gundi Eberhard erstellt.
| Rolle                       | Schauspieler                   | Hauptrolle          | Nebenrolle                  | Synchronsprecher      |
| --------------------------- | ------------------------------ | ------------------- | --------------------------- | --------------------- |
| Barry Berkman / Barry Block | Bill Hader Reese Levine (Kind) | 1.01–4.08 4.01–4.02 |                             | Leonhard Mahlich      |
| Gene Cousineau              | Henry Winkler                  | 1.01–4.08           |                             | Bodo Wolf             |
| Monroe Fuches               | Stephen Root                   | 1.01–4.08           |                             | Holger Mahlich        |
| Sally Reed                  | Sarah Goldberg                 | 1.01–4.08           |                             | Yvonne Greitzke       |
| NoHo Hank                   | Anthony Carrigan               | 1.01–4.08           |                             | Matthias Scherwenikas |
| Goran Pazar                 | Glenn Fleshler                 | 1.01–1.08           | 3.07                        | Lutz Schnell          |
| Detective Mae Dunn          | Sarah Burns                    | 3.01–3.08           | 2.01–2.02, 2,06, 2.08, 4.01 | Isabelle Schmidt      |
| Jim Moss                    | Robert Wisdom                  | 4.01–4.08           | 3.06–3.08                   |                       |

| Rolle                 | Schauspieler                                     | Nebenrolle            | Synchronsprecher   |
| --------------------- | ------------------------------------------------ | --------------------- | ------------------ |
| Natalie Greer         | D’Arcy Carden                                    | 1.01–4.05             | Julia Kaufmann     |
| Jermaine Jefrint      | Darrell Britt-Gibson                             | 1.01–3.06             | Julien Haggége     |
| Nick Nicholby         | Rightor Doyle                                    | 1.01–4.01             | Bastian Sierich    |
| Sasha Baxter          | Kirby Howell-Baptiste                            | 1.01–4.01             | Anja Stadlober     |
| Eric                  | Andy Carey                                       | 1.01–4.01             | Ricardo Richter    |
| Antonio Manuel        | Alejandro Furth                                  | 1.01–4.01             | Abelardo Decamilli |
| Detective Janice Moss | Paula Newsome                                    | 1.02–1.08, 2.06, 2.08 | Vera Teltz         |
| George Krempf         | Michael Bofshever                                | 1.02, 3.04, 3.07      |                    |
| Detective John Loach  | John Pirruccello                                 | 1.02–2.06             | Bernd Vollbrecht   |
| Vacha / Ruslan        | Mark Ivanir                                      | 1.02–1.08, 3.07       |                    |
| Simmer                | Cameron Britton                                  | 1.02, 1.04            | Tobias Müller      |
| Mike Hallman          | Robert Curtis Brown                              | 1.03–1.04             | Dirk Bublies       |
| Chris Lucado          | Chris Marquette                                  | 1.04–1.07, 3.07       | Jesco Wirthgen     |
| Taylor Garrett        | Dale Pavinski                                    | 1.04–1.07             |                    |
| Vaughn                | Marcus Brown                                     | 1.04, 1.06–1.07       | Peter Sura         |
| Sharon Lucado         | Karen David                                      | 1.05, 1.07, 3.06–3.07 |                    |
| Cristobal Sifuentes   | Michael Irby                                     | 1.07–4.04             | Martin Nunez       |
| Chief Krauss          | Gary Kraus                                       | 1.08–4.08             | Sven Brieger       |
| Akhmal                | Troy Caylak                                      | 2.01–3.08             |                    |
| Batir                 | JB Blanc                                         | 2.01–4.04             |                    |
| Yandal                | Nick Gracer                                      | 2.01–3.08             |                    |
| Albert Nguyen         | James Hiroyuki Liao                              | 2.01–3.08             | Florian Clyde      |
| Esther                | Patricia Fa’asua                                 | 2.01–2.08, 3.07       |                    |
| Lindsay Mandel        | Jessy Hodges                                     | 2.02–4.02             |                    |
| Leo Cousineau         | Andrew Leeds                                     | 2.02–4.07             |                    |
| Mayrbek               | Nikita Bogolyubov                                | 2.03–2.08, 3.07       |                    |
| CEO Diane Villa       | Elizabeth Perkins                                | 3.01, 3.04–3.05       |                    |
| Katie                 | Elsie Fisher                                     | 3.01–3.04, 4.01       |                    |
| Gordon Cousineau      | Eli Michael Kaplan Charlie Korman (Jugendlicher) | 3.01–3.02, 3.05 4.06  |                    |
| Fernando              | Miguel Sandoval                                  | 3.02–3.04, 3.07       |                    |
| Tom Posorro           | Fred Melamed                                     | 3.04–4.08             |                    |
| Annie                 | Laura San Giacomo                                | 3.05–3.08             |                    |
| Traci                 | Jolene Van Vugt                                  | 3.05–3.07             |                    |
| Lon O’Neil            | Patrick Fischler                                 | 4.01–4.03             |                    |
| Staatsanwalt Buckner  | Charles Parnell                                  | 4.01–4.08             |                    |
| Agent Harris          | David Warshofsky                                 | 4.01–4.03             |                    |
| Bong                  | François Chau                                    | 4.02–4.04             | Matthias Klages    |
| John                  | Zachary Golinger Jaeden Martell (Jugendlicher)   | 4.04–4.08 4.08        |                    |

## Ausstrahlung
Barry feierte am 25. März 2018 auf dem Kabelsender HBO die Premiere. Am 12. April 2018 bestellte HBO eine zweite Staffel der Serie, die ab dem 31. März 2019 auf dem Sender zu sehen war. Während deren Ausstrahlung wurde Barry um eine dritte Staffel verlängert. Diese feierte am 24. April 2022 ihre Premiere. Während deren Ausstrahlung bestellte HBO eine vierte Staffel der Serie, die ab dem 16. April ausgestrahlt werden und die letzte Staffel der Serie ist.

## Rezeption
In der Internet Movie Database verzeichnet die Serie 8,4 von 10 Sternen anhand von knapp 100.000 abgegebenen Stimmen. Auf Rotten Tomatoes gaben 98 Prozent der Kritiker der ersten Staffel eine positive Bewertung ab, bei den Zuschauern waren es 90 Prozent. Die zweite Staffel wurde von 100 % der Kritiker positiv bewertet, bei den Zuschauern waren es 93 Prozent. Bei Metacritic erreichte die erste Staffel Serie eine Bewertung von 84 aus 100 Punkten, die zweite 87 aus 100, die dritte 94 von 100 und die finale vierte Staffel 90 von 100 Punkten.
Ben Travers von Indiewire befindet, „Die Serie beruht vielleicht auf wohlbekannten Ideen – ein reumütiger Auftragskiller und ein Möchtegern-Hollywoodstar – aber ihre Spezifität und ihr Wille, beide Seiten realistisch darzustellen, lassen sie frisch wirken. In einer ehrlichen Komödie gibt es manchmal ernste Momente. Deswegen ist es gut, dass Barry weiß, wie man beides darstellt.“

## Auszeichnungen und Nominierungen (Auswahl)
American Film Institute Award
- Top TV Programmes of the Year 2018

Artios Award
- Artios Award 2019

- Nominierung: Bestes Casting einer Pilotfolge einer Comedy-Fernsehserie

- Artios Award 2020

- Nominierung: Bestes Casting einer Comedy-Fernsehserie

- Artios Award 2023

- Nominierung: Bestes Casting einer Comedy-Fernsehserie

- Artios Award 2024

- Nominierung: Bestes Casting einer Comedy-Fernsehserie

Critics’ Choice Television Award
- Critics’ Choice Television Awards 2019

- Auszeichnung: Bester Hauptdarsteller in einer Comedy-Serie, für Bill Hader
- Auszeichnung: Bester Nebendarsteller in einer Comedy-Serie, für Henry Winkler
- Nominierung: Beste Comedy-Serie

- Critics’ Choice Television Awards 2020

- Nominierung: Beste Comedy-Serie
- Auszeichnung: Bester Hauptdarsteller in einer Comedy-Serie, für Bill Hader
- Nominierung: Bester Nebendarsteller in einer Comedy-Serie, für Anthony Carrigan
- Nominierung: Bester Nebendarsteller in einer Comedy-Serie, für Henry Winkler

- Critics’ Choice Television Awards 2023

- Auszeichnung: Bester Nebendarsteller in einer Comedy-Serie, für Henry Winkler
- Nominierung: Beste Comedy-Serie
- Nominierung: Bester Hauptdarsteller in einer Comedy-Serie, für Bill Hader

- Critics’ Choice Television Awards 2024

- Nominierung: Beste Comedy-Serie
- Nominierung: Bester Hauptdarsteller in einer Comedy-Serie, für Bill Hader
- Nominierung: Bester Nebendarsteller in einer Comedy-Serie, für Henry Winkler

Directors Guild of America Award
- Directors Guild of America Awards 2019[24]

- Auszeichnung: Beste Regie einer Comedy-Fernsehserie, für Bill Hader (Episode Chapter One: Make Your Mark)

- Directors Guild of America Awards 2020

- Auszeichnung: Beste Regie einer Comedy-Fernsehserie, für Bill Hader (Episode ronny/lily)

- Directors Guild of America Awards 2023

- Auszeichnung: Beste Regie einer Comedy-Fernsehserie, für Bill Hader (Episode 710N)

Eddie Award
- Eddie Award 2019

- Nominierung: Bester Schnitt einer Comedy-Serie im werbefreien Fernsehen, für Jeff Buchanan (Episode Chapter One: Make Your Mark)

- Eddie Award 2020

- Nominierung: Bester Schnitt einer Comedy-Serie im werbefreien Fernsehen, für Kyle Reiter (Episode berkman > block)

- Eddie Award 2023

- Nominierung: Bester Schnitt einer Einkamera-Comedyserie, für Ali Greer (Episode starting now)
- Nominierung: Bester Schnitt einer Einkamera-Comedyserie, für Franky Guttman (Episode 710N)

Emmy
- Primetime-Emmy-Verleihung 2018

- Auszeichnung: Bester Hauptdarsteller in einer Fernsehserie – Komödie, für Bill Hader
- Auszeichnung: Bester Nebendarsteller in einer Fernsehserie – Komödie, für Henry Winkler
- Nominierung: Beste Fernsehserie – Komödie
- Nominierung: Beste Regie einer Fernsehserie – Komödie, für Bill Hader (Episode Chapter One: Make Your Mark)
- Nominierung: Bestes Drehbuch einer Fernsehserie – Komödie, für Bill Hader & Alec Berg (Episode Chapter One: Make Your Mark)
- Nominierung: Bestes Drehbuch einer Fernsehserie – Komödie, für Liz Sarnoff (Episode Loud, Fast And Keep Going)

- Primetime-Emmy-Verleihung 2019

- Auszeichnung: Bester Hauptdarsteller in einer Fernsehserie – Komödie, für Bill Hader
- Nominierung: Beste Fernsehserie – Komödie
- Nominierung: Bester Nebendarsteller in einer Fernsehserie – Komödie, für Henry Winkler
- Nominierung: Bester Nebendarsteller in einer Fernsehserie – Komödie, für Anthony Carrigan
- Nominierung: Bester Nebendarsteller in einer Fernsehserie – Komödie, für Stephen Root
- Nominierung: Beste Nebendarstellerin in einer Fernsehserie – Komödie, für Sarah Goldberg
- Nominierung: Beste Regie einer Fernsehserie – Komödie, für Alec Berg (Episode The Audition)
- Nominierung: Beste Regie einer Fernsehserie – Komödie, für Bill Hader (Episode ronny/lily)
- Nominierung: Bestes Drehbuch einer Fernsehserie – Komödie, für Bill Hader & Alec Berg (Episode ronny/lily)

- Primetime-Emmy-Verleihung 2022

- Nominierung: Beste Fernsehserie – Komödie
- Nominierung: Bester Hauptdarsteller in einer Fernsehserie – Komödie, für Bill Hader
- Nominierung: Bester Nebendarsteller in einer Fernsehserie – Komödie, für Henry Winkler
- Nominierung: Bester Nebendarsteller in einer Fernsehserie – Komödie, für Anthony Carrigan
- Nominierung: Beste Regie einer Fernsehserie – Komödie, für Bill Hader (Episode 710N)
- Nominierung: Bestes Drehbuch einer Fernsehserie – Komödie, für Duffy Boudreau (Episode 710N)
- Nominierung: Bestes Drehbuch einer Fernsehserie – Komödie, für Bill Hader & Alec Berg (Episode Starting Now)

- Primetime-Emmy-Verleihung 2023

- Nominierung: Beste Fernsehserie – Komödie
- Nominierung: Bester Hauptdarsteller in einer Fernsehserie – Komödie, für Bill Hader
- Nominierung: Bester Nebendarsteller in einer Fernsehserie – Komödie, für Anthony Carrigan
- Nominierung: Bester Nebendarsteller in einer Fernsehserie – Komödie, für Henry Winkler
- Nominierung: Bestes Drehbuch einer Fernsehserie – Komödie, für Bill Hader (Episode wow)
- Nominierung: Beste Regie einer Fernsehserie – Komödie, für Bill Hader (Episode wow)

Excellence in Production Design Award
- Excellence in Production Design Award 2020

- Nominierung: Beste Ausstattung einer halbstündigen Ein-Kamera-Serie (Episode ronny/lily)

Golden Globe Award
- Golden Globe Awards 2019

- Nominierung: Beste Fernsehserie – Musical oder Komödie
- Nominierung: Bester Hauptdarsteller in einer Fernsehserie – Musical oder Komödie, für Bill Hader
- Nominierung: Bester Nebendarsteller in einer Fernsehserie, einer Miniserie oder einem Fernsehfilm, für Henry Winkler

- Golden Globe Awards 2020

- Nominierung: Beste Fernsehserie – Komödie oder Musical
- Nominierung: Bester Hauptdarsteller in einer Fernsehserie – Komödie oder Musical, für Bill Hader
- Nominierung: Bester Nebendarsteller in einer Fernsehserie, einer Miniserie oder einem Fernsehfilm, für Henry Winkler

- Golden Globe Awards 2023

- Nominierung: Bester Hauptdarsteller in einer Fernsehserie – Komödie oder Musical, für Bill Hader
- Nominierung: Bester Nebendarsteller in einer Fernsehserie, einer Miniserie oder einem Fernsehfilm, für Henry Winkler

- Golden Globe Awards 2024

- Nominierung: Beste Fernsehserie – Komödie oder Musical
- Nominierung: Bester Hauptdarsteller in einer Fernsehserie – Komödie oder Musical, für Bill Hader

Golden Reel Award
- Golden Reel Award 2019

- Nominierung: Bester Tonschnitt einer Realfilm-Fernsehserie unter 35 Minuten

- Golden Reel Award 2020

- Auszeichnung: Bester Tonschnitt einer Realfilm-Fernsehserie unter 35 Minuten

- Golden Reel Award 2023

- Nominierung: Bester Tonschnitt einer Kurzformat-Fernsehserie

Golden Trailer Awards
- Golden Trailer Awards 2023

- Nominierung: Bestes Plakat für eine Fernseh- oder Streamingserie – Comedy

IGN Award
- IGN Awards 2018

- Nominierung: Beste Comedy-Fernsehserie
- Nominierung: Beste neue Fernsehserie
- Nominierung: Bester Darsteller in einer Comedy-Fernsehserie, für Bill Hader

- IGN Awards 2019

- Auszeichnung: Beste Comedy-Fernsehserie (People’s Choice)
- Auszeichnung: Bester Darsteller in einer Comedy-Fernsehserie, für Bill Hader (People’s Choice)
- Nominierung: Beste Comedy-Fernsehserie
- Nominierung: Bester Darsteller in einer Comedy-Fernsehserie, für Bill Hader

Imagen Award
- Imagen Award 2023

- Nominierung: Bester Nebendarsteller in einer Comedy-Fernsehserie, für Michael Irby

NAACP Image Award
- NAACP Image Award 2020

- Nominierung: Bestes Drehbuch einer Comedy-Fernsehserie, für Jason Kim

Peabody Award
- Peabody Awards 2019

- Auszeichnung: Kategorie Unterhaltung

Producers Guild of America Award
- Producers Guild of America Award 2019

- Nominierung: Beste Produktion einer Comedy-Fernsehserie

- Producers Guild of America Award 2020

- Nominierung: Beste Produktion einer Comedy-Fernsehserie

- Producers Guild of America Award 2023

- Nominierung: Beste Produktion einer Comedy-Fernsehserie

Rockie Award
- Rockie Awards 2019

- Auszeichnung: Beste englischsprachige Comedy-Serie

Satellite Award
- Satellite Awards 2018

- Auszeichnung: Bester Hauptdarsteller in einer Fernsehserie – Musical oder Komödie, für Bill Hader
- Nominierung: Beste Fernsehserie – Musical oder Komödie

- Satellite Awards 2019

- Nominierung: Beste Fernsehserie – Komödie oder Musical
- Nominierung: Bester Hauptdarsteller in einer Fernsehserie – Komödie oder Musical, für Bill Hader

- Satellite Awards 2022

- Auszeichnung: Beste Fernsehserie – Komödie oder Musical
- Auszeichnung: Bester Hauptdarsteller in einer Fernsehserie – Komödie oder Musical, für Bill Hader

- Satellite Awards 2023

- Nominierung: Beste Fernsehserie – Komödie oder Musical
- Nominierung: Bester Hauptdarsteller in einer Fernsehserie – Komödie oder Musical, für Bill Hader

Screen Actors Guild Award
- Screen Actors Guild Awards 2019

- Nominierung: Bestes Ensemble einer Comedy-Serie
- Nominierung: Bester Darsteller in einer Comedy-Serie, für Bill Hader
- Nominierung: Bester Darsteller in einer Comedy-Serie, für Henry Winkler

- Screen Actors Guild Awards 2020

- Nominierung: Bester Darsteller in einer Comedy-Serie, für Bill Hader
- Nominierung: Bestes Ensemble einer Comedy-Serie

- Screen Actors Guild Awards 2023

- Nominierung: Bester Darsteller in einer Comedy-Serie, für Bill Hader
- Nominierung: Bester Darsteller in einer Comedy-Serie, für Anthony Carrigan
- Nominierung: Bestes Ensemble einer Comedy-Serie

South by Southwest
- South by Southwest 2018

- Nominierung: Publikumspreis – Bereich Fernsehen

Writers Guild of America Award
- Writers Guild of America Awards 2019

- Auszeichnung: Beste neue Fernsehserie
- Auszeichnung: Beste Episode einer Comedy-Fernsehserie, für Alec Berg & Bil Hader (Episode Chapter One: Make Your Mark)
- Nominierung: Beste Comedy-Fernsehserie

- Writers Guild of America Award 2020

- Auszeichnung: Beste Comedy-Fernsehserie

- Writers Guild of America Award 2023

- Nominierung: Beste Comedy-Fernsehserie